# Касіхіно
Касі́хіно (рос. Касихино) — присілок у Вавозькому районі Удмуртії, Росія.
Населення — 8 осіб (2010; 12 в 2002).
Національний склад (2002):
- росіяни —92  %

Урбаноніми:
- вулиці — Дачна, Польова